# Luis Miranda (político)
Luis Claudio Fernandes Miranda (Brasília, 27 de março de 1980) é um político, youtuber e empresário brasileiro filiado ao Republicanos.

## Biografia
Em seu canal no Youtube, Luís, mostra as diferenças do padrão de vida e disparidade de preços entre produtos e serviços oferecidos nos Estados Unidos e no Brasil. 

### Política
Em 2018 foi eleito deputado federal pelo Democratas (DEM) do Distrito Federal com 65.107 votos.
Entre as suas principais atuações, nota-se a coordenação da Frente Parlamentar Mista da Reforma Tributária. Entre os objetivos do grupo está a aprovação de uma reforma que retire impostos sobre o consumo e aumente as alíquotas cobradas sobre a renda. Segundo o deputado, a carga tributária brasileira penaliza os mais pobres e a reforma se faz necessária para tornar possível a retomada do crescimento do país.
Em 2021, Luis Miranda votou a favor da manutenção da prisão do deputado federal Daniel Silveira (PSL-RJ). O pleito confirmou a decisão do ministro do Supremo Tribunal Federal, Alexandre de Moraes, que havia determinado a detenção do parlamentar após divulgação de vídeo em que faz críticas aos ministros do Supremo e defende o Ato Institucional nº 5 (AI-5).
Ainda em 2021, ganhou destaque junto com seu irmão Luis Ricardo Miranda (funcionário de carreira do Ministério da Saúde) ao apontar um suposto esquema de superfaturamento na compra de vacinas contra a Covid-19 promovido por funcionários do Ministério da Saúde durante o Governo Bolsonaro, dando origem ao Caso Covaxin. 
Filiado ao Republicanos, mudou seu domicílio eleitoral para o estado de São Paulo, onde disputou a reeleição para Câmara dos Deputados. Obteve 8.931 votos e não foi reeleito.
Desempenho eleitoral
| Ano  | Cargo                                  | Partido      | Votos  | Resultado  | Ref.  |
| ---- | -------------------------------------- | ------------ | ------ | ---------- | ----- |
| 2018 | Deputado federal pelo Distrito Federal | DEM          | 65.107 | Eleito     | [ 2 ] |
| 2022 | Deputado federal por São Paulo         | Republicanos | 8.931  | Não eleito | [ 8 ] |

## Controvérsias

### Polêmicas como youtuber
Através de vídeos no YouTube, Luis Miranda tornou-se conhecido como uma pessoa de sucesso, sempre buscando ratificar a ideia de que Miami é a terra do capitalismo e externando sua posição contra o socialismo. Entretanto, de acordo com canais do portal de vídeos, há indícios de que ele mostre itens falsos em seus vídeos, como, por exemplo, notas de dólares. Outra polêmica, são as supostas ameaças e ofensas realizadas pelo Deputado aos seus seguidores no YouTube quando são realizadas denúncias através da plataforma.

### Problemas com suas empresas

#### Fitcorpus
A carreira empresarial de Luis Miranda iniciou-se em 2005 com a Fitcorpus, uma franquia de clínicas de estética, proibida de atuar pelo Conselho Regional de Medicina do DF, que foi a falência em meio a calotes e, pelo menos, 26 processos na Justiça provenientes de franqueados, sócios, pacientes e ex-funcionários Em um desses processos, no ano de 2019, o deputado federal teve, por ordem da Justiça do Trabalho do Distrito Federal, 30% de seu salário bruto penhorado até que o valor fosse o suficiente para quitar uma dívida trabalhista com uma ex-funcionária da empresa. Em outro caso, o deputado federal teve que entregar seus passaportes em meio a um processo de 2011 feito por uma mulher que diz ter realizado uma depilação em seu estabelecimento e saído com queimaduras no corpo, por esse motivo ele também foi condenado a pagar indenização por danos morais e materiais à vítima. Clientes também acusam o deputado de, na época, colocar pessoas sem qualificação específica para manusear os equipamentos.

#### Gifts for Worlds
A empresa de importação e exportação Gifts for World, fundada por Luis Miranda em Miami, recebeu, no site brasileiro Reclame Aqui, inúmeros relatos de clientes lesados que pagaram e não receberam seus produtos.

#### Outras acusações
Em 08 de setembro de 2019, o Fantástico exibiu uma matéria sobre várias acusações de golpes milionários contra várias vítimas envolvendo o deputado. Entre os golpes aplicados, tanto no Brasil, quanto nos Estados Unidos, estavam a criação de uma sociedade com seus seguidores de compra e revenda  de produtos e um grupo de investimentos que não retornava o lucro esperado, pelo último ele ainda foi acusado de falsificar as planilhas apresentadas aos sócios. O deputado federal negou ter aplicado os golpes e culpou ataques virtuais pela não obtenção do lucro esperado, além de acusar o ex-funcionário de fraudar os dados do grupo de investimentos.

### Suposta ameaça de morte
O empresário Sandro Silveira, que afirma ter sido uma das vítimas do golpe de Luis Miranda, registrou ocorrência na Polícia Civil de São Paulo por supostamente ter sido ameaçado pelo parlamentar e por seus capangas em diversas ocasiões. Segundo Sandro, ao denunciar o golpe sofrido, foi ameaçado com um taco de beisebol em uma reunião nos Estados Unidos. Segundo o empresário, as ameaças teriam continuado após a volta ao Brasil pela internet e por meio de outras pessoas a mando do parlamentar. O parlamentar afirmou que a acusação é falsa, que Sandro Silveira nunca foi seu sócio e que os assessores citados pelo denunciante não estavam em São Paulo na data da suposta ameaça.

### Fraude na Justiça
Em um polêmico áudio obtido pela TV Globo, o deputado federal explica seu plano para fraudar o sistema jurídico e, assim, construir outras formas para ganhar dinheiro. A estratégia utilizada consistia em mandar seus funcionários dizerem que sua empresa não funcionava no local onde estava. Dessa forma, quando o juiz perguntasse às pessoas lesadas onde seria a empresa e elas respondessem que seria no mesmo lugar, o juiz teria que dizer que o oficial de Justiça foi ao local e descobriu ali o funcionamento de outra empresa. Em resposta, o deputado perguntou "o que está de errado nisso" e afirmou que estava apenas dando orientações.

### Estelionato
Em novembro de 2019, o deputado federal tornou-se réu por estelionato. A denúncia afirma que, em 2010, Luis Miranda e outras duas pessoas apresentaram um cheque sem fundo e outro falso para pagar uma dívida de aluguel referente a um imóvel em Taguatinga. A defesa do deputado afirmou que a cobrança em questão foi devidamente quitada antes mesmo da ação do Ministério Público e que a aceitação da denúncia é um ato normal com objetivo de garantir a ampla discussão da acusação e do direito de defesa.

### Rejeição de contas
Em dezembro de 2019, o Tribunal Superior Eleitoral, de forma unânime, rejeitou as contas de campanha do deputado federal Luis Miranda, acusado de comprovação irregular de gastos. A defesa afirmou que, por mais que as contas tenham sido desaprovadas, os descumprimentos não prejudicaram a lisura do deputado.

## Ligações Externas
- Luis Miranda no X